# Universidad Estatal Amazónica
La Universidad Estatal Amazónica (UEA) es una universidad pública ecuatoriana, la más grande de la Región Amazónica del Ecuador, fundada el 18 de octubre de 2002. Su sede matriz se asienta en la ciudad de Puyo, en la provincia de Pastaza, siendo la primera universidad pública de la amazonía ecuatoriana. En 2016, abrió dos extensiones en los campus de Nueva Loja y El Pangui

## Historia y ubicación
Los orígenes de la UEA se remontan al año 2002, cuando nació oficialmente mediante la Ley de la República n.º 2002-85 publicada en el Registro Oficial n.º 686 del 18 de octubre del 2002, con el objetivo de que en la Región Amazónica del Ecuador exista una institución de educación superior pública, ya que esta región ha sido históricamente aislada y descuidada por parte de la administración gubernamental. Empezó a funcionar en el barrio Vicentino de la ciudad de Puyo, sin infraestructura propia y con unas pocas decenas de estudiantes. Unos años más tarde, la UEA se mudó a su propia sede a las afueras de la urbe, donde funciona actualmente. La dirección del campus principal es en el km. 2½, vía Puyo - Tena, al empezar el Paso Lateral de Puyo. En dicho campus existen siete edificios: el administrativo, cinco de aulas y auditorios y uno de laboratorios. 
El 19 de mayo de 2016, la Asamblea Nacional del Ecuador aprobó por unanimidad el proyecto de reformas a la Ley de Creación de la Universidad Estatal Amazónica, con lo cual se habilitó a la UEA a la creación de sedes y extensiones para dar cobertura a la demanda académica universitaria en la amazonía ecuatoriana. Es así como el 30 de mayo, la UEA inauguró las clases en su extensión en el campus de Nueva Loja, provincia de Sucumbíos con más de 80 estudiantes de nivelación; y el 13 de junio fue inaugurada también la sede de El Pangui en la provincia de Zamora Chinchipe con 35 estudiantes.
Además de los campus, la UEA posee el Centro de Investigación, Posgrado y Conservación Amazónica (CIPCA), que se localiza en el km. 44, vía Puyo - Tena, muy cerca a la ciudad de Santa Clara y con una extensión de 2848,20 hectáreas, parte de las cuales destinadas a pastos (300 ha), infraestructura (aprox. 25 ha), bosque primario (aprox. 2000 ha) entre otras. El CIPCA es el centro de proyectos de investigación científica desarrollados por los docentes de la UEA en coordinación con aliados externos, nacionales y extranjeros, como universidades, centros de investigación, ministerios, asociaciones de productores, gobiernos locales, etc.

## Organización
La estructura orgánica de la UEA está constituida por las siguientes autoridades universitarias:
- El Consejo Universitario: Tiene como propósito que las cuestiones universitarias sean resueltas por los universitarios dentro de la Universidad. Está conformado por las principales autoridades, y representantes de los profesores, de los estudiantes, y de los empleados y trabajadores.
- El Rector: Es el jefe de la Universidad; su cargo dura 5 años, actualmente el cargo es ocupado por el Dr. David Sancho Aguilera, Ph.D., desde el 29 de marzo de 2021, durante el periodo 2021 - 2026; luego de su victoria en las elecciones de febrero.
- La Vicerrectora Académica: La Dra. Esthela San Andrés, Ph.D., electa para el periodo 2021 - 2026.
- El Vicerrector Administrativo: El Dr. Carlos Manosalvas, Ph.D., electa para el periodo 2021 - 2026.

## Oferta académica
La Universidad Estatal Amazónica ofertaba inicialmente cuatro carreras, pero a partir del 2016, amplió su oferta académica y en la actualidad posee nueve carreras, aunque algunas solamente bajo la modalidad de educación virtual, mientras las demás se ofertan de manera híbrida (ciertas asignaturas y semestres de manera presencial, y el resto, de manera virtual):
- Pregrado
  - Departamento de Ciencias de la Vida[8]
    - Biología
    - Ingeniería
    - Ingeniería
    - Licenciatura en Turismo

- - Departamento de Ciencias de la Tierra[9]
    - Ingeniería Agroindustrial
    - Ingeniería Agropecuaria
    - Licenciatura en Comunicación

- - Carreras virtuales
    - Economía
    - Licenciatura en Educación Inicial
    - Licenciatura en Educación Básica
    - Ingeniería en Tecnologías de la Información

- Posgrado
  - Maestría en Agroindustria
  - Maestría en Ingeniería Ambienta
  - Maestría en Agronomía
  - Maestría en Silvicultura
  - Maestría en Turismo